# Seleuș
Seleuş è un comune della Romania di 3 091 abitanti, ubicato nel distretto di Arad, nella regione storica della Transilvania.
Il comune è formato dall'unione di 3 villaggi: Iermata, Moroda, Seleuș.
L'economia del comune è prettamente rurale, caratterizzata da colture di legumi, cereali e piante da legno, e dall'allevamento di bestiame. 
Dal punto di vista turistico, Seleuş è conosciuto soprattutto dagli appassionati di pesca sportiva.